# Мельник Андрій Михайлович
о. Андрій Михайлович Мельник  (7 грудня 1888, с. Стратин, нині Рогатинського району Івано-Франківської області — 2 серпня 1967, м. Філадельфія, США) — український галицький священник (УГКЦ), письменник, громадсько-освітній діяч у Галичині та США.

## Життєпис
Народився в с. Стратин на Рогатинщині в сім'ї Михайла і Катерини Мельників.
Закінчив Бережанську гімназію, де був членом гуртка «Молода Україна». Філософію вивчав у Римі (1913—1914), а богословські студії проходив у Львівському університеті. На одруженого священника висвятив його 30 березня 1919 року в Станиславові єпископ Григорій Хомишин.
Упродовж 1919—1944 років душпастирював у Галичині:
- Бабинці долішні (Рогатинський деканат) — 1924 р.
- Вишнів (Рогатинський деканат) — 1927—1930 рр.
- Ляшки горішні (Бібрецький деканат) — 1930—1936 рр.
- Гряда (біля Львова) — 1936—1944 рр[3].

В 1945 році переїхав до Австрії, а наступного року до Німеччини — Мюнхен (Варнер-Казерне), де працював до 1951. В 1951 виїхав до США. Був сотрудником у греко-католицькій катедрі в Філадельфії та адміністратором тижневика «Шлях» (The Way) в 1951—1967 роках.

### Творчість
Автор релігійних монографій, популярних книг, серед яких «Зарваниця» (1925 р.; друге видання у Рогатині) і «Мати Божа в українській літературі» (Торонто, 1965; вперше в Україні перевидано з ініціативи Богдана Мельничука в м. Тернопіль 1995 до Всенародної прощі до села Зарваниця Теребовлянського району).
Автор спогадів про м. Бережани, опублікованих в історично-мемуарному збірнику «Бережанська Земля» та книжечки «Чому люблю свій рідний край [Архівовано 5 березня 2016 у Wayback Machine.]», виданої у видавництві оо. Василіян у Прудентополіс, Бразилія.